# Alexander Steinbacher
Alexander Steinbacher (* 29. Januar 1931; † 16. April 2009) war ein deutscher Pianist.
Nach seinem Studium in Klavier und Chorleitung an den Musikhochschulen in Wien und in Regensburg war er zunächst Solokorrepetitor der Bayerischen Staatsoper. Vom 1. Oktober 1964 bis zum 31. März 2001 unterrichtete er als Professor an der Musikhochschule München. Steinbacher war als Korrepetitor an der Hochschule tätig.
In seiner Tätigkeit als Konzert- und Liedbegleiter arbeitete er mit namhaften Sängern zusammen, unter anderem mit dem Tenor Fritz Wunderlich. Außerdem setzte er sich im Rahmen der Kaminsky-Stiftung für die Förderung des Sängernachwuchses ein und leitete verschiedene Opern- und Liedkurse für junge Sänger.
Seine Tochter Arabella ist eine profilierte deutsche Geigerin.